# Sigfred
Sigfred, anche Sigurðr, Siwardus, Sigafredus e Sigfredus (Danimarca, ... – Danimarca, tra il 798 e il 804), fu un re semi-leggendario danese che governò a fine VIII secolo.
Storicamente è una figura quasi del tutto sconosciuta e spesso identificata con altri sovrani mitici, primo fra tutti Sigurðr Hringr. Fu il padre di Göttrik ed era figlio di Ongendus, una figura ancora più leggendaria forse da identificare in Angantyr, il quale si suppone abbia dato inizio alla costruzione del Danevirke e fondato Ribe.
Da Sigfred prende nome la supposta "dinastia Sigfrediana", che terminerebbe con Horik II o Bagsecg.
Sigfred ebbe contatti con il vicino regno Franco ed è menzionato negli Annales franchi. Di lui si sa che nel 782 diede ospitalità a Widuchindo, capo dei Sassoni.